# Тайов
Тайов — село в Банськобистрицькому окрузі Банськобистрицького краю Словаччини. Станом на грудень 2015 року в селі проживало 619 осіб. Розташоване за 7 км від Банської Бистриці. Протікає Тайовський потік.
Перша згадка сягає 1495 року.

## Населення
| Рік:            | 1994. | 2004.    | 2014.    | 2024.    |
| --------------- | ----- | -------- | -------- | -------- |
| Кількість осіб: | 391   | 504      | 598      | 661      |
| Різниця:        |       | +28,90 % | +18,65 % | +10,53 % |

| Рік:            | 2023. | 2024.   |
| --------------- | ----- | ------- |
| Кількість осіб: | 672   | 661     |
| Різниця:        |       | -1,63 % |

## Відомі особистості
В поселенні народились:
- Вратіслав Грешко (* 1977) — словацький футболіст
- Йозеф Мургаш (1864—1929) — словацький винахідник, архітектор, художник, колекціонер. Римо-католицький священник.
- Йозеф Тайовський (1874—1940) — словацький прозаїк, драматург, поет, публіцист, редактор, педагог, політик.